# Thorsten Nordenfelt

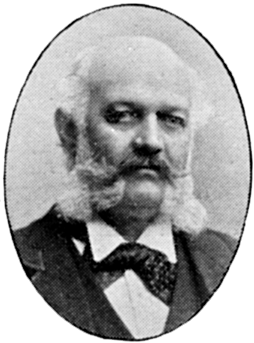
Thorsten Nordenfelt

Ernst Thorsten Nordenfelt (teilweise auch in der von Nordenfelt selbst nicht benutzten Schreibweise Nordenfeldt; * 1. März 1842 in Örby Socken, Schweden; † 8. Februar 1920 in Stockholm) war ein schwedischer Waffenkonstrukteur und Geschäftsmann.

## Leben
Nordenfelt wuchs als Sohn eines Regimentskommandeurs in Jönköping auf. Nach dem Abitur in Lund studierte er am Teknologiska Institutet in Stockholm, das er von 1858 bis 1861 absolvierte. Er arbeitete darauf ein Jahr bei der schwedischen Eisenbahngesellschaft. Zwischen 1862 und 1866 arbeitete er in England als Importeur für schwedischen Stahl. 1867 gründete er zusammen mit Lorentz Tidén in London die Tidén, Nordenfelt & Co., die mit Stahl und Eisenbahnschienen handelte. Die Firma wurde 1874 liquidiert.
1875 machte Nordenfelt die Bekanntschaft mit Helge Palmcrantz und arbeitete als Zwischenhändler für dessen Mitrailleusen in England. Die Konkurrenz zu den Modellen von Gatling und Gardner war groß, so dass Nordenfelt Palmcrantz überzeugte, die Kaliber seiner Konstruktionen zu erhöhen. Die Konstruktionen der Konkurrenz ließen solche Kaliber nicht zu, so dass Nordenfelt Aufträge seitens der Royal Navy erhalten konnte.

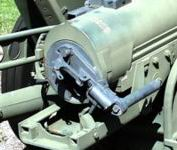
Verschluss der Canon de 75 mle 1897

Nach dem Tod von Palmcrantz im November 1880 übernahm Nordenfelt die Weiterentwicklung der Maschinengewehre, wobei der schwedische Artillerieoffizier Oscar William Bergman seine patentierten Entwicklungen beisteuerte (siehe Nordenfelt-Mitrailleuse). Sie wurden in verschiedenen Konfigurationen in eine Vielzahl Länder verkauft. Die Anfertigung erfolgte in Stockholm, England und Spanien. Nach finanziellen Problemen zog Nordenfelt nach Frankreich um, wo er in Paris das Unternehmen Société Nordenfelt gründete. Diese Firma entwickelte unter anderem auch den Verschluss für die französische Canon de 75 mle 1897, die erste echte Schnellfeuerkanone der Welt.
1885 wurde Nordenfelt zum Kammerherrn ernannt. Nordenfelts Unternehmen schloss sich 1888 unter Druck von Rothschild und Vickers mit der Maxim Gun Company, der Firma des Erfinders des nachladenden Maschinengewehrs Hiram Maxim, zur Maxim-Nordenfeldt Guns and Ammunition Company Limited mit Sitz in London zusammen, die später in Vickers aufging (siehe Maxim-Maschinengewehr). Bedeutendster Handelsvertreter des Unternehmens war Basil Zaharoff.

## U-Boot-Entwicklungen

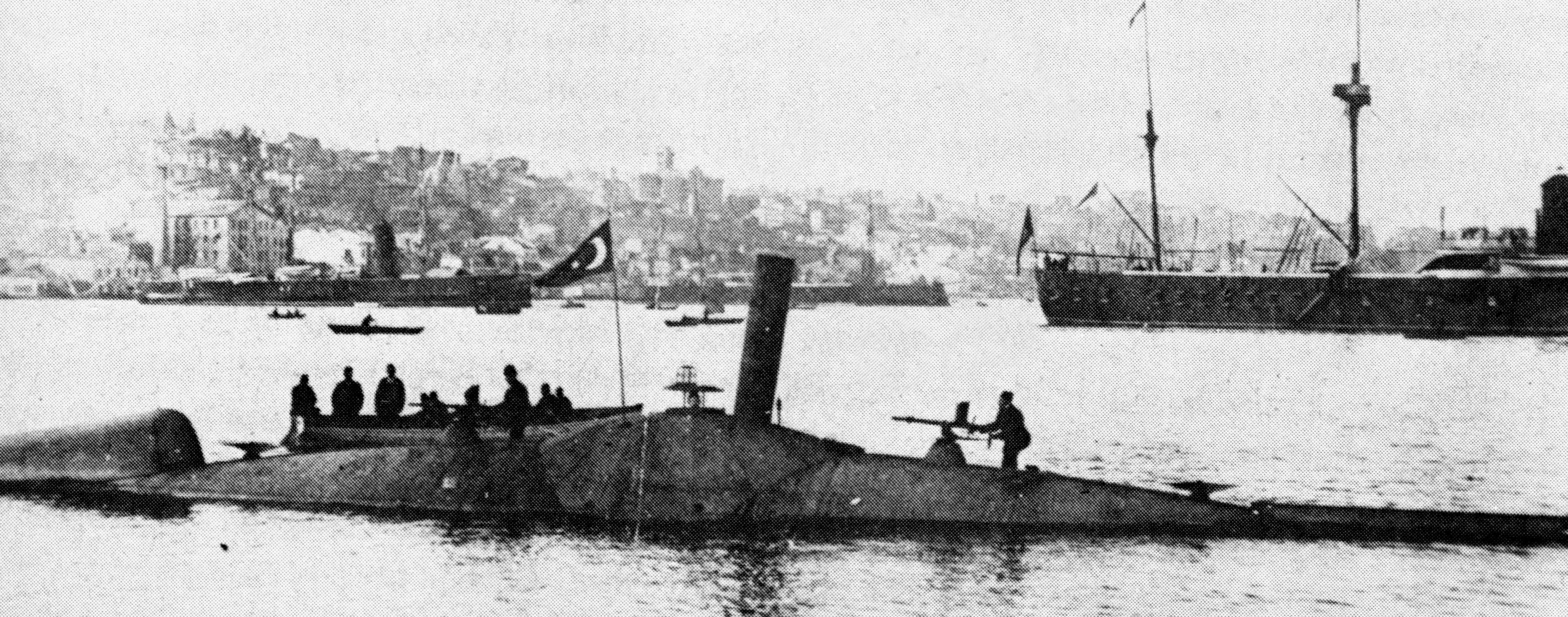
Nordenfelts U-Boot Abdul Hamid

Die Bekanntschaft und lange Gespräche mit Reverend George Garrett führte zur Entwicklung von U-Booten, die mit Dampf angetrieben wurden.
Das erste Boot, das 1885 vom Stapel lief, war die Nordenfelt I. mit einem Gewicht von 56 Tonnen und einer Länge von 19,5 Metern. Die Bewaffnung bestand aus einem Torpedo und einem Maschinengewehr vom Kaliber 25,4 mm. Gebaut wurde es von der Firma Bolinders in Stockholm von 1884 bis 1885. Der Antrieb erfolgte über eine 100-PS-Dampfmaschine, die dem Boot eine Überwassergeschwindigkeit von 9 Knoten verlieh. Die Nordenfelt I wurde von der griechischen Regierung erworben und 1886 an sie ausgeliefert. Sie wurde im Marinestützpunkt Salamis stationiert, wo sie jedoch nicht mehr eingesetzt wurde. Im Jahre 1901 wurde sie verschrottet.
Die nächsten Boote, Nordenfelt II (Abdul Hamid) und Nordenfelt III (Abdul Mecid) liefen 1886 beziehungsweise 1887 vom Stapel. Beide Boote wurden von der osmanischen Marine erworben. Die Länge der beiden Boote betrug je 30 Meter. Die beiden Boote Abdülhamid und Abdulmecid wurden 1914 von deutschen Truppen in Istanbul gefunden. Es wurde beschlossen, sie zum Hafenschutz einzusetzen, was jedoch wegen großer Korrosionsschäden an beiden Booten verworfen wurde.
Die Nordenfelt II (Abdul Hamid) war das erste U-Boot der Geschichte, das einen Torpedo getaucht abschoss.
Die Weiterentwicklung der drei ersten Boote war die Nordenfelt IV. Sie war mit zwei Dampfmaschinen sowie zwei Torpedos ausgestattet. Sie wurde an die russische Regierung verkauft, erwies sich aber als sehr unstabil und lief dadurch auf Grund. Die russische Regierung weigerte sich daraufhin, für das Boot zu zahlen. Kurz danach erfolgte die Verschrottung.